# Handball-FDGB-Pokal 1990/91
Der Handball-FDGB-Pokal der Herren wurde mit der Saison 1990/91 im Zuge der politischen Wende unter der Bezeichnung Pokal (Ost) ausgetragen, bei der zum letzten Mal ein Pokalsieger für den Bereich der ehemaligen DDR ermittelt wurde. So fand die 1. Runde noch unter dem Dach des Deutschen Handballverbands statt, bevor dieser im Dezember 1990 mit dem Deutschen Handballbund der Bundesrepublik Deutschland vereinigt wurde. Der HC Preußen Berlin setzte sich in den Finalspielen gegen den SV Post Schwerin durch und sicherte sich seine erste und zugleich die letzte Pokaltrophäe. Im Anschluss verloren die Berliner im gesamtdeutschen Pokalfinale gegen den Pokalsieger (West) TUSEM Essen beide Spiele und verpassten damit die Qualifikation für den Europapokal der Pokalsieger.

## Teilnehmende Mannschaften
Für den FDGB-Pokal hatten sich folgende 52 Mannschaften qualifiziert:
| 1. Handball-Liga (ehemals DDR-Oberliga) 12 Vereine der Saison 1990/91 | 2. Handball-Liga (ehemals DDR-Liga) 17 Vereine der Saison 1990/91 | Landesvertreter 22 Vereine aus der Saison 1989/90 (Meister, Pokalsieger bzw. Pokalfinalisten) 1 DDR-Liga Absteiger der Saison 1989/90 |
| - HC Preußen Berlin - BFV Frankfurt/O. - SC Magdeburg (TV) - SC Empor Rostock - SC Leipzig - ThSV Eisenach - SV Post Schwerin - EHV Wismut Aue - BSV Stahl Brandenburg - SV Grün-Weiß Wittenberg-Piesteritz - Dessauer SV ZAB - Zwickauer HC Grubenlampe (TV) – Titelverteidiger | Staffel Nord - ESV Lokomotive Raw Cottbus - TSV Chemie Premnitz - 1. SV Eberswalde/Britz - SV Blau-Gelb Berlin - Fermersleber SV 1895 - Motor Hennigsdorf - SV Chemie Guben - SG Rotation Prenzlauer Berg - Grünheider SV Staffel Süd - HG 85 Köthen - OHC Löbau - SG AKA Suhl - SV Motor Bernburg - Zwönitzer HSV 1928 - ASG Vorwärts Weißenfels - SV Spinnereimaschinenbau Chemnitz - SV Hermsdorf Namensänderungen während des Wettbewerbs: SG AKA Suhl ⇒ HSV Suhl SV Spinnereimaschinenbau Chemnitz ⇒ TuS Spinnereimaschinenbau Chemnitz | Mecklenburg-Vorpommern - ehemals Bezirk Rostock TSV 1860 Stralsund TSV Grün-Weiß Rostock - ehemals Bezirk Schwerin SG Hydraulik Schwerin BSG Lokomotive Bützow - ehemals Bezirk Neubrandenburg ASG Vorwärts Trollenhagen SV Einheit Demmin Berlin - ehemals Ost-Berlin SG NARVA Berlin Brandenburg - ehemals Bezirk Potsdam MTV Lokomotive Wünsdorf - ehemals Bezirk Frankfurt (Oder) TSV Bernauer Bären - ehemals Bezirk Cottbus ESV Lokomotive Schleife Sachsen-Anhalt - ehemals Bezirk Magdeburg Motor Staßfurt TSG Calbe Post SV Magdeburg - ehemals Bezirk Halle HG 85 Köthen II Sachsen - ehemals Bezirk Leipzig SG LVB Leipzig - ehemals Bezirk Dresden SG Dynamo „Artur Becker“ Dresden ESV Dresden - ehemals Bezirk Karl-Marx-Stadt EHV Wismut Aue II Thüringen - ehemals Bezirk Erfurt HSV Apolda HSV Apolda II - ehemals Bezirk Gera SSV Ronneburg - ehemals Bezirk Suhl SG Wernshausen/Niederschmalkalden TSV 1892 Breitungen Namensänderungen während des Wettbewerbs: ASG Vorwärts Trollenhagen ⇒ HV Fortuna Neubrandenburg |

## Modus
Der Pokal (Ost) wurde in dieser Spielzeit von der ersten Hauptrunde bis zum Finale im K.-o.-System durchgeführt. Waren in der ersten Hauptrunde die Landesvertreter und die Mannschaften der 2. Handball-Liga noch unter sich, kamen ab der zweiten Hauptrunde die Vereine der 1. Handball-Liga dazu. In beiden Runden hatten unterklassige Vereine Heimvorteil und die Auslosung erfolgte nach möglichst territorialen Gesichtspunkten. Ab dem Achtelfinale wurde dann frei gelost und das Finale wurde mit Hin- und Rückspiel ausgetragen.

## 1. Hauptrunde
| Datum            |                                   | Ergebnis    |                                   |
| ---------------- | --------------------------------- | ----------- | --------------------------------- |
| Sa 24.11., 13:00 | SG NARVA Berlin                   | 20:21       | MTV Lokomotive Wünsdorf           |
| Sa 24.11., 14:30 | SV Blau-Gelb Berlin               | :           | TSV Chemie Premnitz               |
| Sa 24.11., 15:00 | TSV Grün-Weiß Rostock             | :           | TSV 1860 Stralsund                |
| Sa 24.11., 15:00 | SG Hydraulik Schwerin             | :           | SV Einheit Demmin                 |
| Sa 24.11., 15:00 | ASG Vorwärts Trollenhagen         | 35:34 n. V. | BSG Lokomotive Bützow             |
| Sa 24.11., 15:00 | SV Chemie Guben                   | :           | Motor Hennigsdorf                 |
| Sa 24.11., 15:00 | TSV Bernauer Bären                | 21:26       | Grünheider SV                     |
| Sa 24.11., 15:00 | SG LVB Leipzig                    | :           | Motor Staßfurt                    |
| Sa 24.11., 15:00 | TSV 1892 Breitungen               | 18:20       | SG Wernshausen/Niederschmalkalden |
| Sa 24.11., 15:00 | HSV Apolda                        | :           | HG 85 Köthen                      |
| Sa 24.11., 15:00 | SG AKA Suhl                       | :           | Fermersleber SV 1895              |
| Sa 24.11., 15:00 | ASG Vorwärts Weißenfels           | 18:23       | SV Hermsdorf                      |
| Sa 24.11., 15:00 | TSG Calbe                         | 27:26 n. V. | Post SV Magdeburg                 |
| Sa 24.11., 15:00 | HG 85 Köthen II                   | :           | SSV Ronneburg                     |
| Sa 24.11., 15:00 | HSV Apolda II                     | :           | SV Motor Bernburg                 |
| Sa 24.11., 15:00 | ESV Lokomotive RAW Cottbus        | 31:17       | OHC Löbau                         |
| Sa 24.11., 15:00 | EHV Wismut Aue II                 | 23:16       | SG Dynamo „Artur Becker“ Dresden  |
| Sa 24.11., 15:00 | SV Spinnereimaschinenbau Chemnitz | :           | Zwönitzer HSV 1928                |
| Sa 24.11., 15:00 | ESV Lokomotive Schleife           | :           | ESV Dresden                       |
| Sa 24.11., 16:00 | SG Rotation Prenzlauer Berg       | :           | 1. SV Eberswalde/Britz            |

## 2. Hauptrunde
| Datum           |                                    | Ergebnis    |                                    |
| --------------- | ---------------------------------- | ----------- | ---------------------------------- |
| Sa 26.1., 15:00 | SG AKA Suhl                        | 18:17       | EHV Wismut Aue                     |
| Sa 26.1., 15:00 | SG Wernshausen/Niederschmalkalden  | 17:23       | Dessauer SV ZAB                    |
| Sa 26.1., 15:00 | HG 85 Köthen                       | 23:24 n. V. | SV Grün-Weiß Wittenberg-Piesteritz |
| Sa 26.1., 15:00 | TuS Spinnereimaschinenbau Chemnitz | 18:34       | SC Leipzig                         |
| Sa 26.1., 15:00 | ESV Lokomotive Schleife            | [ H2 1 ]    | ThSV Eisenach                      |
| Sa 26.1., 15:00 | EHV Wismut Aue II                  | 17:18       | Zwickauer HC Grubenlampe           |
| Sa 26.1., 15:00 | TSG Calbe                          | 25:14       | HG 85 Köthen II                    |
| Sa 26.1., 15:00 | SV Hermsdorf                       | 23:18       | SV Motor Bernburg                  |
| Sa 26.1., 15:00 | MTV Lokomotive Wünsdorf            | 14:39       | BSV Stahl Brandenburg              |
| Sa 26.1., 15:00 | HV Fortuna Neubrandenburg          | 21:46       | HC Preußen Berlin                  |
| Sa 26.1., 15:00 | SV Blau-Gelb Berlin                | 20:30       | SC Empor Rostock                   |
| Sa 26.1., 15:00 | SV 1950 Neubrandenburg             | 21:39       | SV Post Schwerin                   |
| Sa 26.1., 15:00 | TSV 1860 Stralsund                 | 17:26       | SC Magdeburg                       |
| Sa 26.1., 15:00 | ESV Lokomotive RAW Cottbus         | 15:30       | BFV Frankfurt/O.                   |
| Sa 26.1., 15:00 | Grünheider SV                      | 17:14       | SV Chemie Guben                    |
| Sa 26.1., 15:00 | SG Hydraulik Schwerin              | [ H2 2 ]    | SG Rotation Prenzlauer Berg        |

1. ↑  ThSV Eisenach zog seine Mannschaft aus dem Wettbewerb zurück.
2. ↑  Rotation Prenzlauer Berg zog seine Mannschaft aus dem Wettbewerb zurück.

## Achtelfinale
| Datum           |                                    | Ergebnis |                          |
| --------------- | ---------------------------------- | -------- | ------------------------ |
| Sa 09.3., __:__ | SV Hermsdorf                       | 25:18    | Grünheider SV            |
| Mi 13.3., 18:00 | SC Magdeburg                       | 22:17    | BFV Frankfurt/O.         |
| Mi 13.3., 18:00 | SV Post Schwerin                   | 33:20    | SG Hydraulik Schwerin    |
| Mi 13.3., 18:00 | ESV Lokomotive Schleife            | 16:27    | Dessauer SV ZAB          |
| Mi 13.3., 18:00 | SV Grün-Weiß Wittenberg-Piesteritz | 21:26    | SC Empor Rostock         |
| Mi 13.3., 18:00 | HSV Suhl                           | 20:22    | Zwickauer HC Grubenlampe |
| Mi 13.3., 18:00 | HC Preußen Berlin                  | 23:17    | SC Leipzig               |
| 0               | BSV Stahl Brandenburg              | [ A 1 ]  | TSG Calbe                |

1. ↑  BSV Stahl Brandenburg kam kampflos eine Runde weiter.

## Viertelfinale
| Datum           |                          | Ergebnis    |                       |
| --------------- | ------------------------ | ----------- | --------------------- |
| Fr 03.5., __:__ | HC Preußen Berlin        | 28:27       | SC Magdeburg          |
| Sa 11.5., __:__ | SV Hermsdorf             | 19:22       | Dessauer SV ZAB       |
| So 12.5., __:__ | Zwickauer HC Grubenlampe | 19:21       | SV Post Schwerin      |
| So 12.5., __:__ | SC Empor Rostock         | 22:21 n. V. | BSV Stahl Brandenburg |

## Halbfinale
| Datum           |                   | Ergebnis |                  |
| --------------- | ----------------- | -------- | ---------------- |
| Sa 25.5., __:__ | HC Preußen Berlin | 24:23    | SC Empor Rostock |
| So 26.5., __:__ | Dessauer SV ZAB   | 20:22    | SV Post Schwerin |

## Finale Pokal (Ost)
Im Finale um den Pokal (Ost) standen sich der HC Preußen Berlin und der SV Post Schwerin gegenüber. Das Hinspiel fand am Mittwoch, den 29. Mai in der Schweriner Sport- und Kongresshalle statt, welches die Berliner knapp für sich entschieden konnten. Im Rückspiel am Samstag, den 1. Juni machte der HC Preußen in der heimischen Dynamo-Sporthalle ihren ersten Pokaltriumph perfekt. Damit qualifizierten sich die Berliner für die Endspiele um den gesamtdeutschen Pokalsieger.
| Datum                   |                  | Gesamt |                   | Hinspiel | Rückspiel    |
| ----------------------- | ---------------- | ------ | ----------------- | -------- | ------------ |
| Mi 29. Mai / Sa 1. Juni | SV Post Schwerin | 33:41  | HC Preußen Berlin | 17:16    | 16:25 (9:13) |

 Pokalsieger (Ost)

## Finale gesamtdeutscher Pokalsieger
Der TUSEM Essen (DHB-Pokalsieger) wurde nach zwei Siegen gegen den HC Preußen Berlin erster gesamtdeutscher Pokalsieger und qualifizierte sich somit für den Europapokal der Pokalsieger.
|                   | Gesamt |             | Hinspiel      | Rückspiel    |
| ----------------- | ------ | ----------- | ------------- | ------------ |
| HC Preußen Berlin | 41:50  | TUSEM Essen | 21:25 (10:11) | 20:25 (8:14) |

### Hinspiel
Mittwoch, 5. Juni 1991 in Berlin, Dynamo-Sporthalle, 1.500 Zuschauer
HC Preußen Berlin: Grosser, Hein – Hauck (5), Lache (3), Leckelt (2), Heinemann (3), Baruth (4/1), Neitzel (1), Bonath (2), Lause (1). Trainer: Funk
TUSEM Essen: Hecker – Arens (5), Happe, Kohlhaas (4), Quarti (1), Szargiej (1), Stoschek (1), Querengässer, Vukoje (6/1), Fraatz (7/1). Trainer: Czok
Schiedsrichter: Karl Brecht & Volker Leitwein

### Rückspiel
Sonntag, 9. Juni 1991 in Essen, Grugahalle, 4.000 Zuschauer
TUSEM Essen: Hecker, Ebner – Arens (2), Querengässer (4), Happe (1), Kohlhaas (3), Quarti (2), Szargiej (2), Stoschek (4), Vukoje (3/1), Fraatz (4). Trainer: Czok
HC Preußen Berlin: Grosser, Hein – Hauck (7/4), Leckelt, Janeck (4), Bonath (1), Neitzel, Lache (1), Köppe, Heinemann (1), Baruth (4), Lause (2). Trainer: Funk
Schiedsrichter: Erhard Hofmann & Manfred Prause